# Пинзель, Иоганн Георг
Иога́нн Пи́нзель (нем. Johann Georg Pinzel, пол. Jan Jerzy Pinzel, ум. 1761) — польско-немецкий скульптор второй половины XVIII в., представитель барокко и позднего рококо. Работал в восточной Галиции, входившей тогда  в Речь Посполитую, расцвет творчества связан с зодчеством во Львове и Бучаче.

## Биография и творчество
Точное место рождения Иоганна Пинзеля неизвестно. В 1760-х годах работал во Львове, Ходовичах (ныне — Львовская область), Монастыриске и Бучаче (ныне в Тернопольской области). Произведения Пинзеля, которые сохранились к нашему времени: три монументальные скульптуры (Юрия, Льва и Афанасия), шесть деревянных фигур в боковых алтарях костёла в Монастыриске. Вероятно, был автором каменных статуй на фасаде ратуши и фигур на барельефах церкви св. Покровы в Бучаче, обрамления костёла и церкви в Городке. Автор нескольких вариантов распятий. Для произведений Пинзеля характерна большая эмоциональность и динамика.

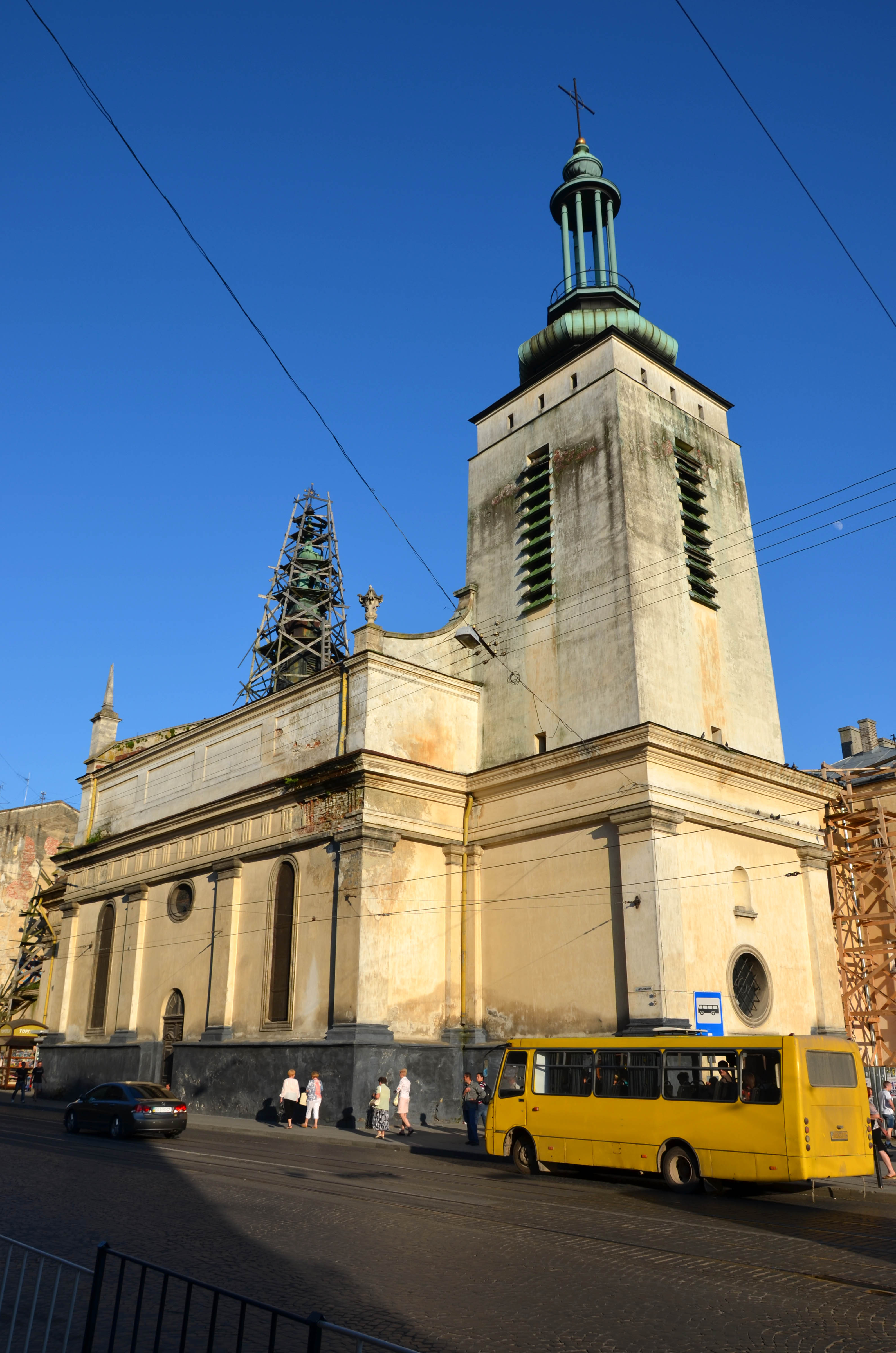
Здание музея на площади Мытной во Львове

Почти ничего не известно о личности мастера, неизвестно, как он оказался в Галиции, где получил профессиональное мастерство, при каких обстоятельствах оборвалась его жизнь. Согласно найденным в Варшаве церковным документам из Бучача, в 1751 году «алтарный скульптор Иоанн Георгий женился на Елизавете Кийтовой, вдове». Позже документы сообщают о крещении сына Пинзеля, которого назвали Бернардом, через пять лет второго сына Антона. Через десять лет после женитьбы Пинзеля, в 1762 году вдова Пинзелева вышла замуж за некоего Беренсдорфа.
Он подписывался «Мастер Пинзель», и нет полной уверенности, что Иоанн — его настоящее имя. Известно, что талант мастера раскрылся в Бучаче, при заступничестве и финансовой поддержке графа Николая Потоцкого. Самая большая коллекция произведений Пинзеля находится в Львовской галерее искусств, которая организовала отдельный музей работ Пинзеля. Некоторые предметы, также, находятся в Ивано-Франковском краеведческом музее.
Наибольший вклад в исследование творчества мастера Пинзеля и сохранение его наследия внёс директор Львовской картинной галереи Борис Возницкий.

Работы Иоганна Пинзеля
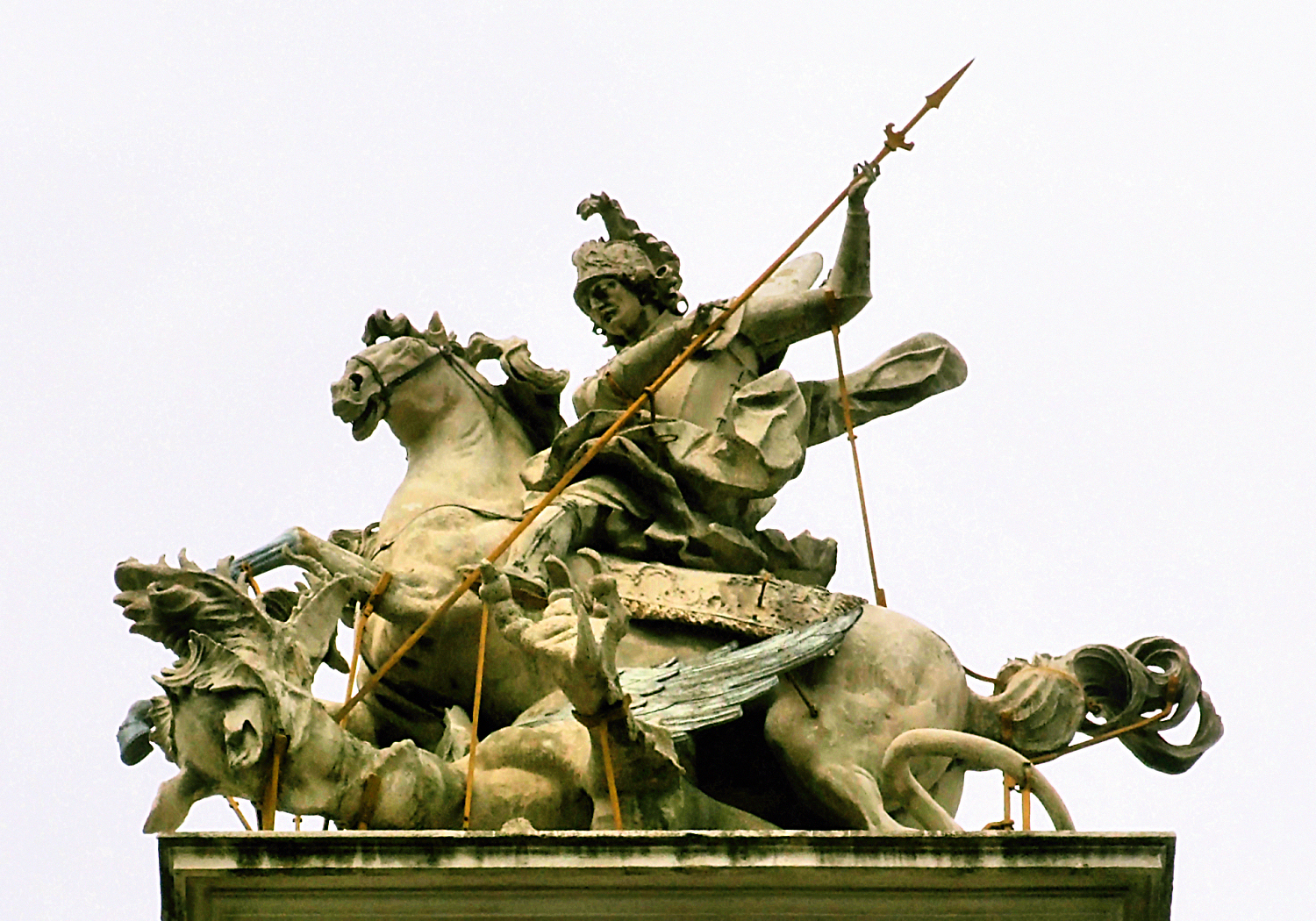
Скульптура Святого Юрия на Святоюрском соборе во Львове
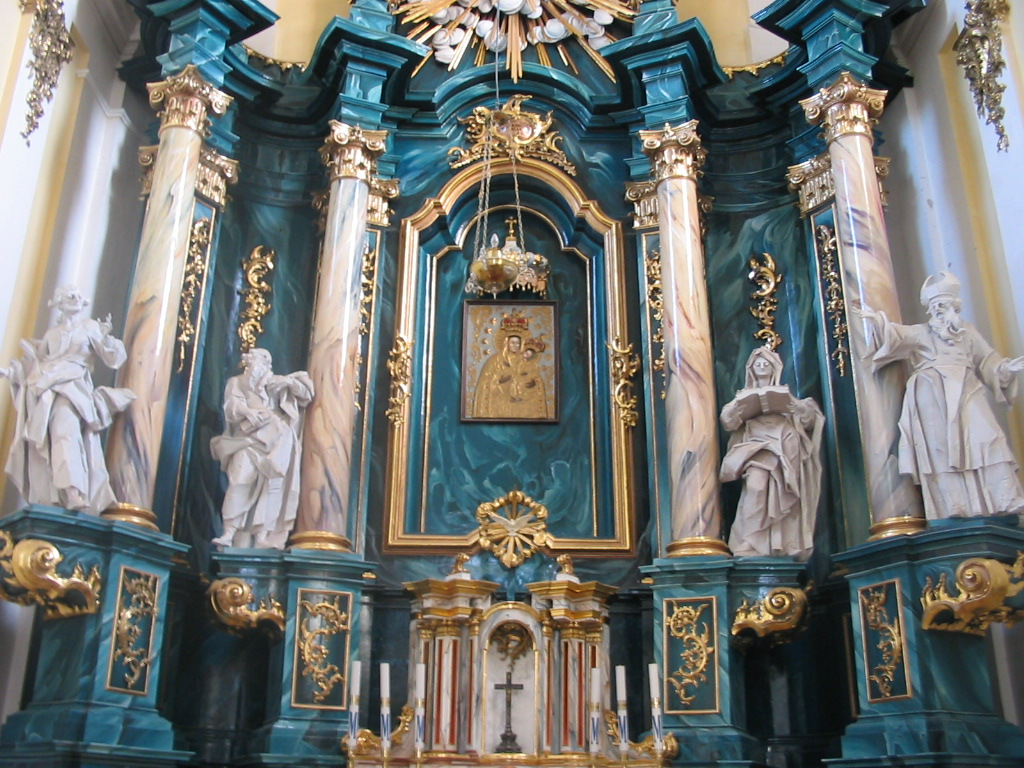
Скульптуры главного алтаря костёла в г. Бучач.
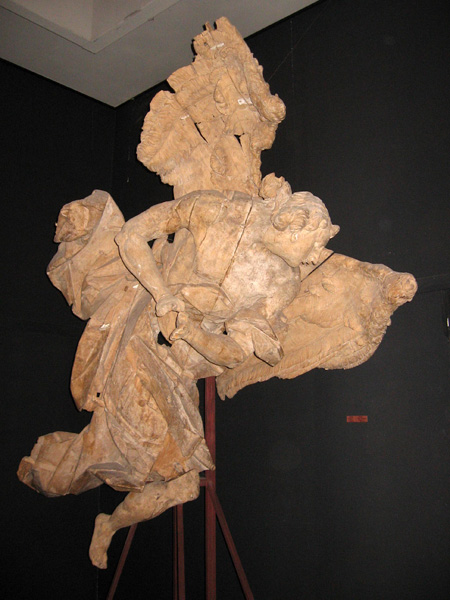
Скульптура «Ангел»
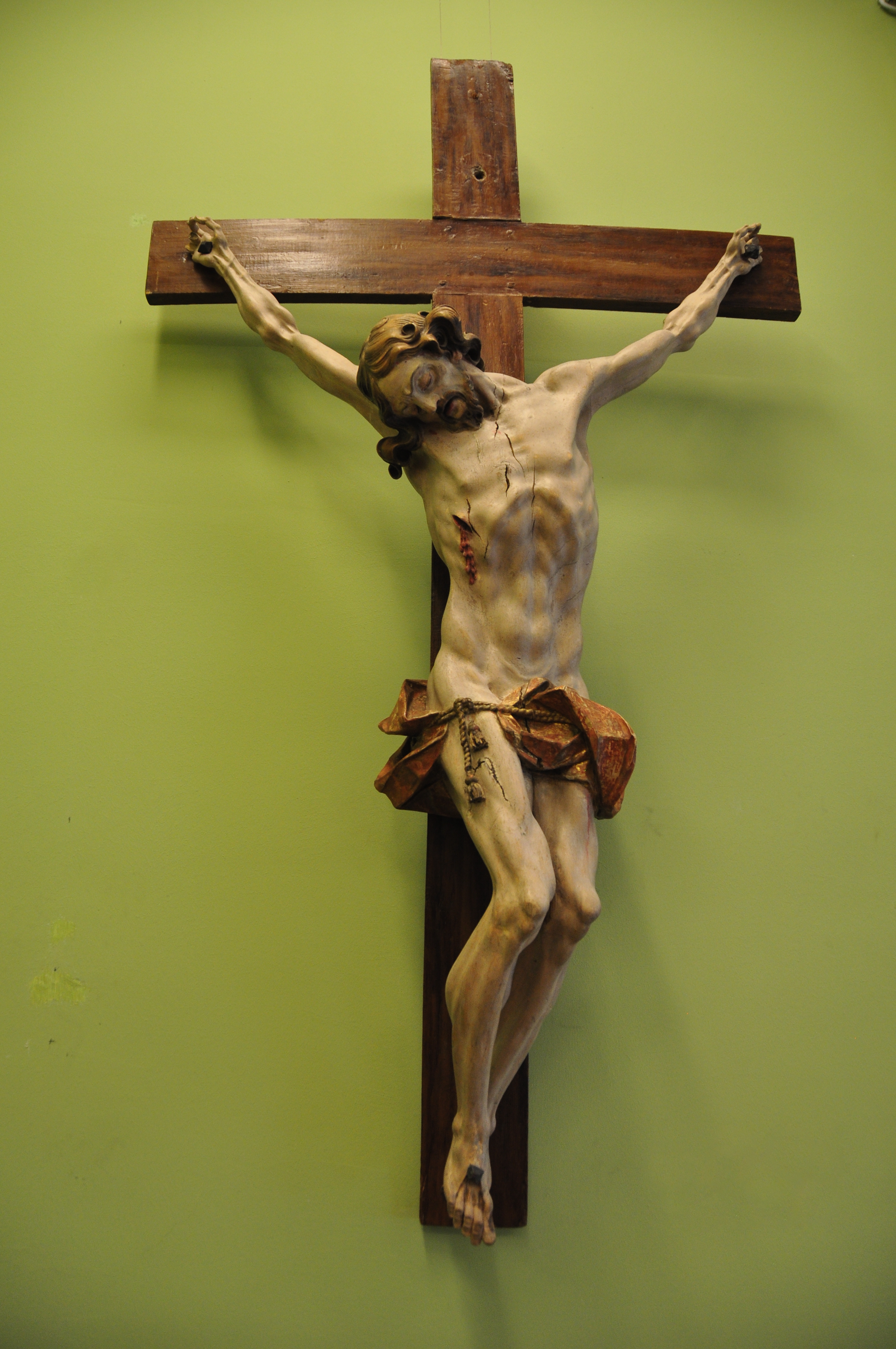
Распятие. Около 1755—1760